# لئو گوردون
لئو گوردون (انگلیسی: Leo Gordon؛ ۲ دسامبر ۱۹۲۲ – ۲۶ دسامبر ۲۰۰۰) هنرپیشه و فیلم‌نامه‌نویس اهل ایالات متحده آمریکا بود.
از فیلم‌هایی که وی در آن نقش داشته است، می‌توان به جان‌سپردن، بو ژست، تارزان به هند می‌رود و به من می‌گویند هیچکس و فاتح اشاره کرد.